# زيومارا أسيفيدو
زيومارا أسيفيدو (بالإنجليزية: Xiomara Acevedo)‏، هي ناشطة كولومبية في مجال تغير المناخ. دافعت عن إدراج أصوات النساء والشباب في العدالة المناخية بصفتها المؤسسة والرئيسة التنفيذية لمنظمة بارانكيا +20 الغير الحكومية.

## مسيرتها

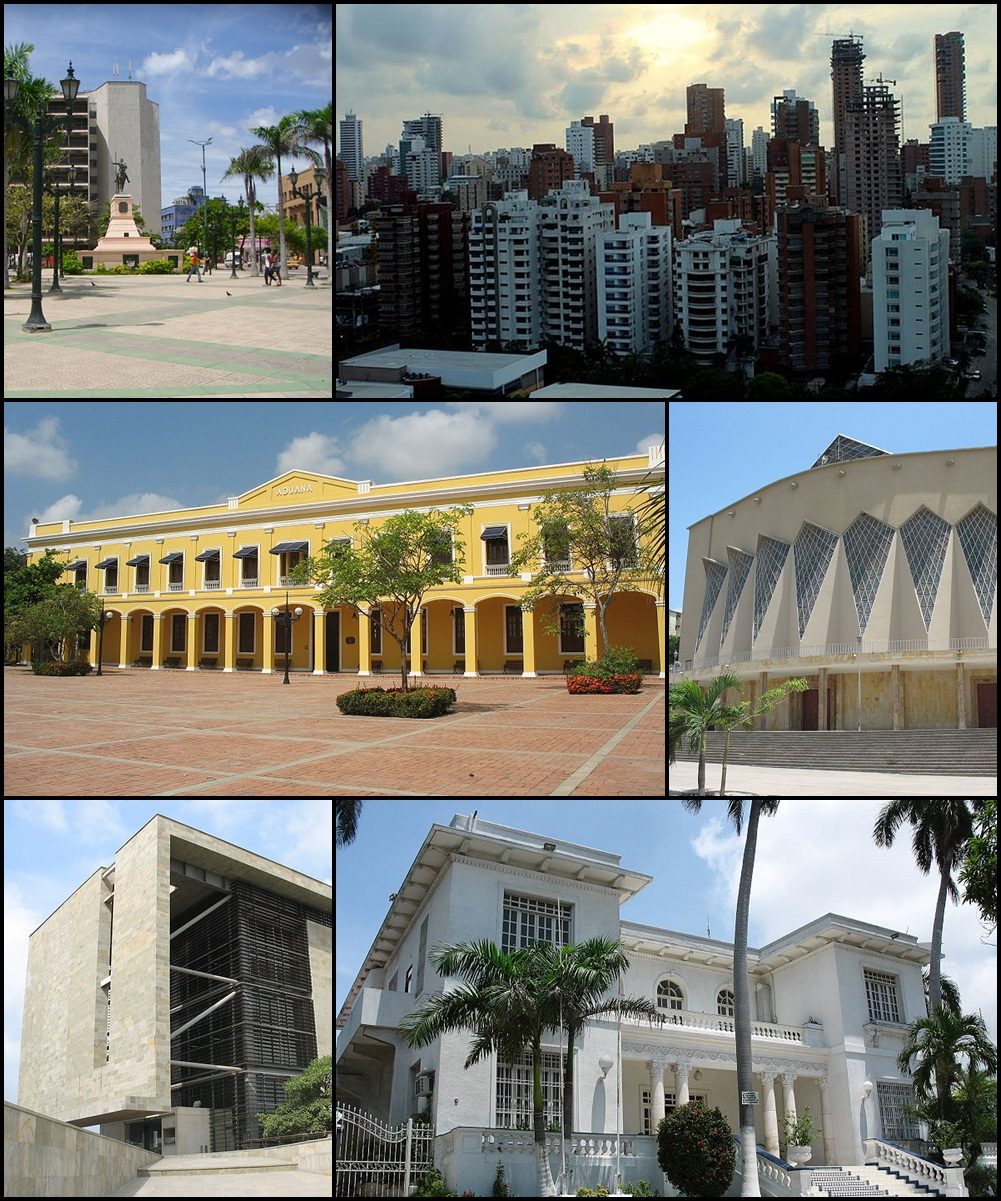
مونتاج مدينة بارانكويلا، كولومبيا

أسست أسيفيدو شركة بارانكيا +20 في عام 2012، واعتبارًا من عام 2022، تشغل منصب الرئيس التنفيذي لشركة بارانكيا +20. وهي منظمة غير حكومية يقودها الشباب وتركز على النشاط المناخي وحماية البيئة في بارانكيا وجميع أنحاء أمريكا اللاتينية.
شاركت أسيفيدو في عام عام 2014 في تأسيس شبكة أورينوكو تتكيف (بالإسبانية: El Orinoco se adapta)‏، والتي تستخدم نهجًا قائمًا على النوع الاجتماعي لمعالجة تغير المناخ والتكيف معه في منطقة أورينوكو الطبيعية.
في عام 2015، عملت أسيفيدو في الصندوق العالمي للطبيعة في باراغواي.
من عام 2016 إلى عام 2019، عملت أسيفيدو كخبيرة في تغير المناخ في حكومة نارينيو في كولومبيا، كمنسقة سياسة تغير المناخ.
في عام 2021، حضرت أسيفيدو مؤتمر الأمم المتحدة لتغير المناخ لعام 2021 (COP26)، كجزء من دائرة المرأة والنوع الاجتماعي. ودعت إلى أهمية حقوق المرأة في تحقيق العدالة المناخية.
تدير أسيفيدو مشروع «النساء من أجل العدالة المناخية» (مشروع بارانكويلا +20)، وهي مبادرة أطلقت في عام 2021 تؤكد على القيادة المناخية للشابات من جميع أنحاء كولومبيا. حصلت بارانكيا +20 على 50000 دولار أمريكي للمشروع من قبل مؤسسة بيل ومليندا غيتس في عام 2021.
تعمل أسيفيدو في اللجنة التوجيهية للشبكة العالمية للتنوع البيولوجي للشباب، ولجنة صندوق الشباب التابعة لصندوق الشباب العالمي للعمل المناخي.

## الحياة الشخصية
أسيفيدو ولدت في بارانكيا، كولومبيا.
أسيفيدو خريجة جامعة ديل نورتي بكولومبيا، وحصلت منها على شهادة جامعية في العلاقات الدولية مع التركيز على القانون الدولي. التحقت أسيفيدو بمدرسة فرانكفورت للتمويل والإدارة، حيث درست تمويل المناخ. 

## روابط خارجية
- موقع ويب بارانكويلا +20
- Xiomara Acevedo - المناخ والتمويل (YouTube)
- El Orinoco se Adapta (Facebook)؛ El Orinoco se Adapta (YouTube)